# Manowo (gmina)
Manowo est une gmina rurale du powiat de Koszalin, Poméranie occidentale, dans le nord-ouest de la Pologne. Son siège est le village de Manowo, qui se situe environ 11 km au sud-est de Koszalin et 138 km au nord-est de la capitale régionale Szczecin.
La gmina couvre une superficie de 188,57 km2 pour une population d'environ 5 465 habitants en 2023.

## Géographie
La gmina inclut les villages de Bonin, Cewlino, Dęborogi, Gajewo, Grąpa, Grzybnica, Grzybniczka, Jagielno, Kliszno, Kopanica, Kopanino, Kostrzewa, Kretomino, Lisowo, Manowo, Mostowo, Policko, Poniki, Rosnowo, Wiewiórowo, Wyszebórz, Wyszewo et Zacisze.
La gmina borde la ville de Koszalin et les gminy de Bobolice, Polanów, Sianów et Świeszyno.